# Prunus africana
Prunus africana (Hook.f.) Kalkman, 1965  è un albero della famiglia delle Rosacee, diffuso nell'Africa subsahariana.

## Descrizione
Albero sempreverde, alto di solito 10–25 m; con fusto cilindrico dritto e chioma fitta e rotondeggiante, ha foglie semplici, ellittiche, coriacee, lungamente picciolate e della lunghezza di 8–10 cm; i fiori sono piccoli, bianchi o color crema, raccolti in racemi ascellari lunghi 3–8 cm; i frutti sono simili alle ciliegie, di colore da rosso a bruno purpureo e con il diametro di 8–12 mm.

## Distribuzione e habitat
La specie è diffusa negli habitat afromontani dell'Africa orientale e australe nonché in Madagascar.

## Conservazione
La Lista rossa IUCN classifica Prunus africana come specie vulnerabile.

## Usi
Dalla corteccia di Prunus africana si estrae la pigelina, un farmaco utilizzato per la terapia della iperplasia prostatica benigna, commercializzato con il nome di "Tadenan" o "Pygenil".